# Cunette

Voorbeeld illustratie van een cunette (B) in de gracht

Een cunette is een extra diep stuk geul in de lengterichting van een natte gracht te midden van een vestinggracht. Een cunette was bedoeld als hindernis voor belegeraars die door de gracht proberen te waden, waarin altijd water zou staan in het geval dat de gracht zou worden afgetapt.
In de winter werd het water ter hoogte van de cunette ijsvrij gehouden. De geul had een gemiddelde omvang van zeven meter breed en twee meter diepte.